# Lee Hyun-jae
Lee Hyun-jae (hangul: 현승종; ur. 20 grudnia 1929 w Hongseong) – południowokoreański polityk, nauczyciel akademicki, premier Korei Południowej od 25 lutego do 4 grudnia 1988 (do 1 marca jako p.o. premiera). Był dwudziestym premierem w historii Korei, a pierwszym w Szóstej Republice.
W 1953 ukończył studia ekonomiczne na Narodowym Uniwersytecie Seulskim. Od 1959 do 1961 pracował na uniwersytetach w Pusan, a od 1961 rozpoczął wykładanie na Alma Mater, gdzie w 1969 obronił doktorat. W 1981 został członkiem Koreańskiej Akademii Nauk. Od 1983 do 1985 był rektorem tego uniwersytetu. W lutym 1988 demokratycznie wybrany prezydent Roh Tae-woon wyznaczył go na funkcję premiera w miejsce Kima Chung-yula, którą objął jako pełnoprawny premier z dniem 2 marca. Pierwszego dnia jego rządów 25 lutego weszła w życie nowa konstytucja. Funkcję pełnił do 4 grudnia.
Obecnie jest prezesem jury przyznającego nagrodę Ho-Am, a także doradcą ekonomicznym.